# Xã Springvale, Quận Isanti, Minnesota
Xã Springvale (tiếng Anh: Springvale Township) là một xã thuộc quận Isanti, tiểu bang Minnesota, Hoa Kỳ. Năm 2010, dân số của xã này là 1.447 người.